# Arrivano Django e Sartana... è la fine
Arrivano Django e Sartana... è la fine é uma produção cinematográfica italiana de 1970, do subgênero Western Spaghetti, dirigida por Demofilo Fidani (creditado como Dick Spitfire).

## Enredo
A filha de um poderoso proprietário do oeste é raptada pela quadrilha de Burt (Mitchell), um bandoleiro com a cabeça a prêmio. O pai da moça propõe a Django (Borelli) aumentar sua oferta pela captura dos bandidos. Por sua vez, Sartana (Betts) persegue a quadrilha após ter encontrado uma pista. Numa série de emboscadas, ambos são aprisionados pela quadrilha e cada um arquiteta um plano individual para escapar.

## Elenco
- Jack Betts (Hunt Powers) .... Sartana
- Franco Borelli (Chet Davis) .... Django
- Gordon Mitchell .... Black Burt Keller/Burt Kelly
- Simonetta Vitelli (Simone Blondell) .... Jessica Brewster/Anne

## Literatura
- Fridlund, Bert: The Spaghetti Western. A Thematic Analysis. Jefferson, NC and London: McFarland & Company Inc., 2006.
- Fridlund, Bert: 'A First Class Pall-bearer!' The Sartana/Sabata Cycle in Spaghetti Westerns. Film International Vol. 6 No. 3 / 2008.
- Joyeux, Francois: Sartana Gianni Garko Anthony Ascott. Vampirella 13. Publicness Paris 1975.
- Marco Giusti Dizionario del Western all'italiana, Mondadori ISBN 978-88-04-57277-0.